# Дибровка (Черновицкая область)
Дибровка (укр. Дібрівка) — село в Сторожинецкой городской общине Черновицкого района Черновицкой области Украины.
До 2020 года входило в Сторожинецкий район
Население по переписи 2001 года составляло 780 человек. Телефонный код — 3735. Код КОАТУУ — 7324589502.